# WE League 2023-24
La WE League 2023-24 fue la tercera temporada de la WE League, la máxima categoría del fútbol femenino en Japón.
Urawa Red Diamonds Ladies se consagró campeón de la liga y obtuvo su segundo título consecutivo.

## Equipos
Esta temporada tiene la particularidad de contar por primera vez con doce equipos con respecto a las previas dos ediciones. Esto se debe a la incorporación del Cerezo Osaka Yanmar Ladies al torneo.
| Club                              | Ciudad     | Estadio                               | Capacidad | Pos. en 2022-23 |
| --------------------------------- | ---------- | ------------------------------------- | --------- | --------------- |
| AC Nagano Parceiro Ladies         | Nagano     | Minami Nagano Sports Park Stadium     | 15.491    | 7.º             |
| Albirex Niigata Ladies            | Niigata    | Denka Big Swan Stadium                | 42.300    | 10.º            |
| Cerezo Osaka Yanmar Ladies        | Osaka      | Estadio Yodoko Sakura                 | 18.000    | —               |
| Chifure AS Elfen Saitama          | Kumagaya   | Kumagaya Athletic Stadium             | 15.392    | 11.º            |
| INAC Kobe Leonessa                | Kobe       | Estadio Noevir Kobe                   | 30.132    | 2.º             |
| JEF United Chiba Ladies           | Chiba      | Fukuda Denshi Arena                   | 19.781    | 8.º             |
| Mynavi Sendai Ladies              | Sendai     | Yurtec Stadium Sendai                 | 19.694    | 4.º             |
| Nojima Stella Kanagawa Sagamihara | Sagamihara | Sagamihara Gion Stadium               | 15.300    | 9.º             |
| Omiya Ardija Ventus               | Saitama    | NACK5 Stadium Omiya                   | 15.500    | 6.º             |
| Sanfrecce Hiroshima Regina        | Hiroshima  | Hiroshima Koiki Park Football Stadium | 6.000     | 5.º             |
| Nippon TV Tokyo Verdy Beleza      | Kita       | Ajinomoto Field Nishigaoka            | 7.258     | 3.º             |
| Urawa Red Diamonds Ladies         | Saitama    | Urawa Komaba Stadium                  | 21.500    | 1.º             |

## Clasificación
| Pos. | Equipo                            | Pts. | PJ | G  | E | P  | GF | GC | Dif. |
| ---- | --------------------------------- | ---- | -- | -- | - | -- | -- | -- | ---- |
| 1    | Urawa Red Diamonds Ladies (C)     | 57   | 22 | 18 | 3 | 1  | 55 | 17 | +38  |
| 2    | INAC Kobe Leonessa                | 49   | 22 | 15 | 4 | 3  | 39 | 12 | +27  |
| 3    | Nippon TV Tokyo Verdy Beleza      | 46   | 22 | 13 | 7 | 2  | 47 | 18 | +29  |
| 4    | Albirex Niigata Ladies            | 41   | 22 | 13 | 2 | 7  | 26 | 18 | +8   |
| 5    | Sanfrecce Hiroshima Regina        | 31   | 22 | 9  | 4 | 9  | 26 | 25 | +1   |
| 6    | JEF United Chiba Ladies           | 25   | 22 | 6  | 7 | 9  | 18 | 23 | −5   |
| 7    | Omiya Ardija Ventus               | 25   | 22 | 7  | 4 | 11 | 17 | 32 | −15  |
| 8    | Chifure AS Elfen Saitama          | 23   | 22 | 7  | 2 | 13 | 20 | 29 | −9   |
| 9    | Cerezo Osaka Yanmar Ladies        | 21   | 22 | 6  | 3 | 13 | 19 | 31 | −12  |
| 10   | Mynavi Sendai Ladies              | 21   | 22 | 5  | 6 | 11 | 22 | 40 | −18  |
| 11   | AC Nagano Parceiro Ladies         | 18   | 22 | 4  | 6 | 12 | 21 | 40 | −19  |
| 12   | Nojima Stella Kanagawa Sagamihara | 13   | 22 | 3  | 4 | 15 | 16 | 41 | −25  |

 Fuente: weleague
(C) Campeón.